# Tita do Rêgo Silva
Tita do Rêgo Silva (* 1959 in Caxias, Maranhão, Brasilien) ist eine in Hamburg lebende bildende Künstlerin, die vor allem mit der Technik Holzschnitt arbeitet. Daneben fertigt sie auch Installationen.

## Leben
Nach einem Studium der Touristik von 1977 bis 1980 an der privaten höheren Bildungseinrichtung União Pioneira da Integração Social (UPIS) in Brasília, studierte sie 1985 bis 1988 Kunst an der Universität Brasília. Seit 1988 arbeitet sie als freie Künstlerin in Hamburg.
Ihre kleinen und großen Holzschnitte zeigen oft schlanke langbeinige Menschtiermischwesen, meist miteinander kommunizierend, oft tanzend. Betrachter werden oft an Felszeichnungen, Höhlenzeichnungen, mit ihren Darstellungen des Hirsch- und des Ziegendämons, an tanzende Schamanen erinnert und an die Teufelchen und Götter der synkretischen brasilianischen Kulte. Meist sind die Wesen fröhlich, verspielt und tanzend. Oft spielen auch Tiere in die Szene. Ihre Holzschnitte gestaltet sie meist farbig.
Ihren gegenwärtigen Stil hat die Künstlerin bewusst als Rückkehr zu ihren brasilianischen Wurzeln entwickelt. Ihre Heimatregion in Brasilien beschreibt sie als eine sehr katholische Gegend in der religiöse Geschichten und Mythen nicht nur sehr lebendig sind, sondern von den Menschen als Realität wahrgenommen werden. Für viele Menschen sind diese Geschichten wahr und die Wesen Teil der Realität. Diese phantastische Realität und ihre Buntheit ebenso wie die reale Farbigkeit und Lebendigkeit der Gegend und der Menschen sind die Inspiration ihrer Schöpfungen. Die Menschtiermischwesen und die Teufelchen sind aber reine Phantasieprodukte der Künstlerin und keinen bestimmten Gestalten der populären Geschichten und Mythologien ihrer Heimat zugeordnet. Die Künstlerin gibt ihren Werken keine Titel, weil sie die Reaktionen der Menschen, ihre Kommunikation mit dem Bild nicht vorprägen will.
Ihr Atelier hat die Künstlerin in der Koppel 66, Haus für Kunst und Handwerk, einer ehemaligen Maschinenfabrik in St. Georg an der Koppel, wo seit 1981 zwölf Werkstätten und Ateliers, ein vegetarisches Café und das Kunstforum der GEDOK untergebracht sind.
Das von ihr gestaltete Buch Kindheit der Autorin Peggy Parnass wurde 2013 von der Stiftung Buchkunst als eines der „25 schönsten Bücher des Jahres“ ausgezeichnet.

## Ausstellungen
Seit 1989 stellt die Buchkünstlerin in zahlreichen deutschen und ausländischen Privatgalerien aus, dazu in kommunalen Kunsteinrichtungen. Seit 1999 ist sie bei allen Ausgaben der Norddeutschen Handpressenmesse „BuchDruckKunst“ im Hamburger Museum der Arbeit vertreten, u. a. auch in Gruppenausstellungen wie im Mainzer Gutenberg-Museum.

## Veröffentlichungen
- 1990 Ein Kostüm für die Erde, Kinderbuch, Text von Hinnerk Schmidt, Buchdruck Kunst, Auflage 90
- 1991 Altona liegt am Amazonas, Buchprojekt mit Artur Dieckhoff
  - Altona liegt am Amazonas, Expeditionskiste, Auflage 40
- 1992	Ex-Votos, Buchdruck Kunst, Auflage 5
  - Warum entdeckte Klaus Störtebeker Amerika?, Mappe, Auflage 15
- 1992 Ex-Votos, Buchdruck Kunst, Auflage 5
  - Warum entdeckte Klaus Störtebeker Amerika?, Mappe, Auflage 15
- 1993 Kunststreifzüge, Künstlerportrait – 15 min. NDR 3 am 14. November 1993 gesendet
  - Kinder machen Bücher, Kunstaktion von ForumBookArt, Fabrik, Hamburg
- 1994	Ein Kostüm für die Erde, 6 min. Trickfilm für Die Sendung mit der Maus, SWF
  - Vom Wunder der Vögel, Buchdruck – Text von Jorge Amado, Auflage 50
- 1995 Toi Toi Toi, von A. Dieckhoff, Holzschnitte für denTrickfilm + Katalog
- 1996 Sala dos Milagres, Leporello Buch, Auflage 11
- 1997 Kindheitserzählungen – Wie ein Bild entsteht, 30 min. Doku. Kern TV
- 1998 Die Wahl des Teufels und die Amtseinführung Lampiãos in der Hölle, Text von J. Silva, Buchdruck, Auflage 125
  - Tita do Rêgo Silva, Werk Katalog
  - Danke Johannes, Buchprojekt zu 600 Jahren J. Gutenberg
- 2001 Kindheitserzählungen, 45 m – Holzschnittfries, Marienkrankenhaus Hamburg
- 2003 A Faca, Illustrationen für das Buch von R. Correia de Brito-Kosac & Naify
  - Exu´s Welt, Kassette, Buchdruck, Auflage 15
  - Das St. Georg Buch, Buch Projekt mit der 4. Kl. der Marien Schule, Auflage 60
- 2005 HOLZWEG, Buchkunst Projekt
  - Tita do Rêgo Silva, Werk Katalog
- 2007 Ein Fest im Himmel, Text von Tita do Rêgo Silva, Buchdruck, Auflage 65
- 2009 Apoll und Dafne, Text von L.C.Hölty, Buchdruck, Auflage: 50
- 2010 Eine Liebesgeschichte, Text von Artur Schütt, Buchdruck, Auflage 21
- 2011 La vida desatenta de Miguel Hernandez, Buchdruck, Auflage 7
  - ABC Frühling, Text von Tilla Lingenberg, Buchdruck Projekt, Auflage 90 Exemplare.
  - Tita do Rêgo Silva, Werkkatalog
- 2012 Kindheit, Text von Peggy Parnass, Buchdruck, im Juni 2013 von der Stiftung Buchkunst als eines der 25 schönsten Bücher des Jahres ausgezeichnet.
- 2013 Grande Sertão: veredas, Text von João Guimarães Rosa, Buchdruck, Unikat
  - Sertão Travessia Amor, Künstlerbuch nach Guimarães Rosa, Auflage 3
  - NDR 3 Talkshow vom 7. Juni 2013 mit Tita do Rêgo Silva und Peggy Parnass.
- 2014	KINDHEIT, In der Reihe mit dem blauen Band erscheint mit der ISBN 978-3-596-85672-5 im Verlag FISCHER KJB die reproduzierte Ausgabe von Kindheit mit dem Untertitel:
  - Wie unsere Mutter uns vor den Nazis rettete.
- 2016 Stefan Zweig – Zitate, Buchdruck, Auflage 19
  - 10 Jahre Noctalis, Das Fledermaus Museum, Film von Luis do Rêgo Silva
- 2017 Stefan Zweig – Zitate 2, Buchdruck, Auflage 21
  - Das Mädchen mit dem roten Koffer, Anthologie, net-Verlag
  - 5 Mini-Malbücher, Buchkunst-Edition der Handsatz Werkstatt Fliegenkopf
  - FLUCHT, Text von Armin Hosseine und Heike Schmidt, Buchdruck, Auflage 60
  - Titas Malbuch, Auflage 100
- 2018 Kuriose Kurzweil, Anagramme und ABCs, Text von T. Lingenberg, Auflage 500
  - Adança do Lili, Kinderbuch, Text von Joseane Maia
  - Familia KUH auf Weltreise, Buchdruck, Auflage 11